# Pullman National Historical Park

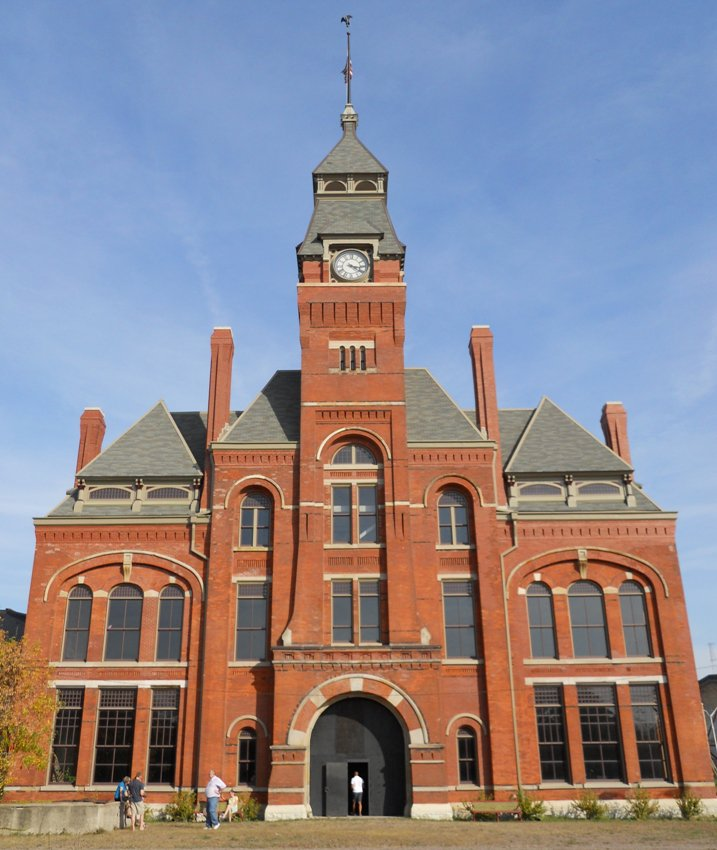
Verwaltungsgebäude im Pullman National Monument

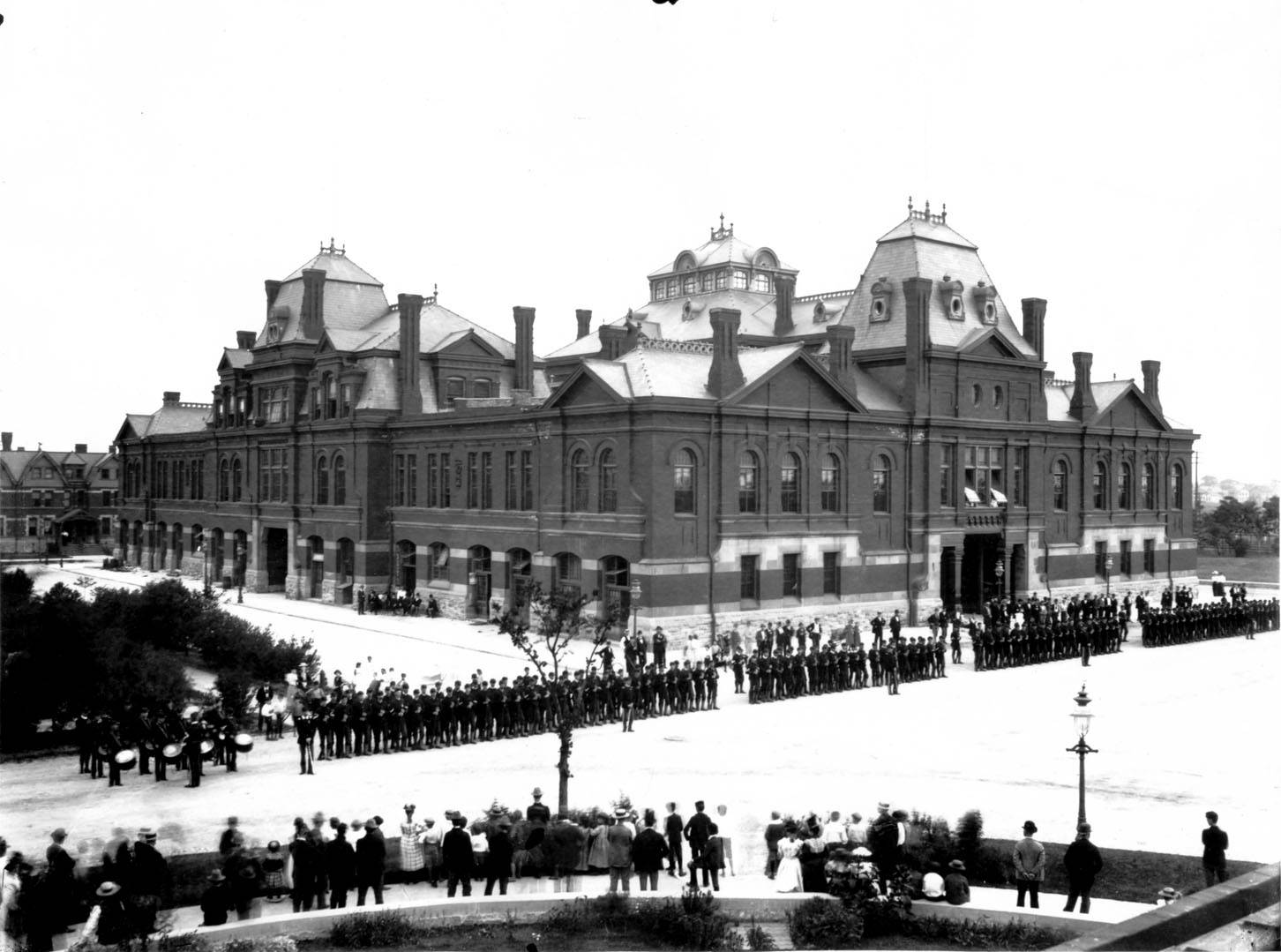
1894 während des Pullmann-Streiks

Das Pullman National Historical Park ist eine US-amerikanische Gedenkstätte vom Typ eines National Historical Parks in Chicago. Es wurde durch Präsident Barack Obama durch eine Presidential Proclamation am 19. Februar 2015 mit einer Fläche von 203 acres (82 ha) als National Monument ausgewiesen und im Januar 2023 zu einem National Historical Park umgewidmet.
Das Gelände ist auch als Pullman District und Pullman Historic District bekannt. 

## Geschichte
George Mortimer Pullman baute hier die erste modellhaft und geplante Industriestadt mit Produktionsgebäuden und Wohnsiedlung in den Vereinigten Staaten. Er nutzte das Pullmann-Werk zur Herstellung der berühmten Pullman-Schlafwagen für die Pullman Palace Car Company. Das Gelände ist eine der berühmtesten Firmenstädte der Vereinigten Staaten sowie Schauplatz des gewaltsamen Pullman-Streiks von 1894. 
Ursprünglich außerhalb der Stadtgrenzen Chicagos erbaut, befindet es sich heute im Stadtteil Pullman, der das Pullman-Werk und auch das Hotel Florence, benannt nach George Pullmans Tochter, umfasst. Ebenfalls im Bezirk befindet sich das A. Philip Randolph Pullman Porter Museum, benannt nach dem prominenten Arbeiter- und Bürgerrechtsführer A. Philip Randolph, dass die afroamerikanische Arbeitergeschichte würdigt und erforscht. Teile des Geländes befanden sich in den letzten Jahrzehnten im Besitz der Illinois Historic Preservation Agency, bevor sie der Bundesregierung für das Pullman National Monument geschenkt wurden. Weitere Grundstücke bleiben als Teil des The Pullman State Historic Site im Besitz des Staates Illinois. Seit 2016 steht es unter der Verwaltung des National Park Service.
Das Gelände wurde bereits am 30. Dezember 1970 als National Historic Landmark ausgewiesen und am 8. Oktober 1969 im National Register of Historic Places gelistet, wobei die Abgrenzung dieser beiden Schutzausweisungen deutlich größer ist als die Fläche vom Pullman National Historical Park.